# Detlev Buck

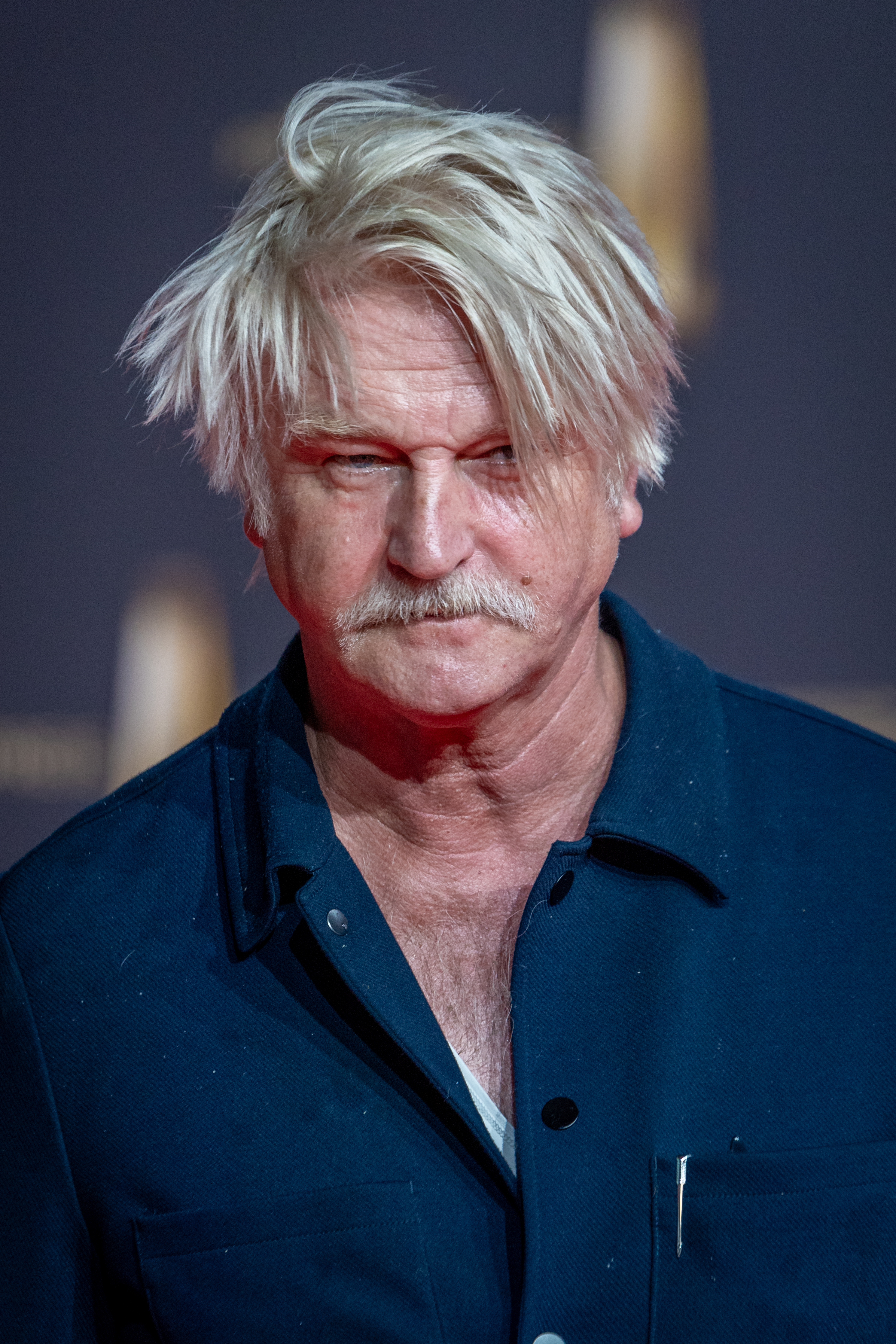
Detlev Buck beim Deutschen Fernsehpreis 2024

Detlev Buck (* 1. Dezember 1962 in Bad Segeberg) ist ein deutscher Filmregisseur, Schauspieler, Drehbuchautor und Filmproduzent.

## Leben und Werk
Detlev Buck wuchs auf dem Bauernhof seiner Eltern Herbert und Inge Buck, geborene Freiin von Steinbeck in Nienwohld, Schleswig-Holstein, auf und absolvierte nach Abitur und Zivildienst zunächst eine Lehre als Landwirt. Zu dieser Zeit bewarb er sich an einer Hamburger Schauspielschule, scheiterte jedoch bei der Aufnahmeprüfung.
Die Kontakte zur Filmszene stellte er durch seine Bekanntschaft mit dem Kameramann und Regisseur Wolfgang Fischer her, für dessen nie öffentlich gezeigten Spielfilm Was sein muß, muß sein er 1982 erstmals vor einer Kamera stand. Noch während seiner Lehrzeit drehte er im Alter von 21 Jahren selbst seinen ersten Film Erst die Arbeit und dann?. Der Film erschien kurze Zeit nach Bucks Aufnahme in die Deutsche Film- und Fernsehakademie Berlin, an welcher er von 1985 bis 1989 studierte. Mehrere seiner während des Studiums entstandenen Filme wurden Jahre später im Fernsehen oder im Kino gezeigt. Die ersten Filme Bucks sind deutlich autobiographisch geprägt und spielen vor einem von der Landwirtschaft geprägten Hintergrund.
Im Jahre 1991 gründete Buck zusammen mit Claus Boje die BojeBuck Filmproduktion GbR, die ein Jahr später in BojeBuck Produktion GmbH umfirmierte. Die Firma produzierte ihren ersten Langfilm Karniggels (1991) mit Bernd Michael Lade und Julia Jäger. Einem größeren Publikum wurde Detlev Buck mit seinem Film Wir können auch anders … (1993, mit Joachim Król und Horst Krause) bekannt. Dieser hatte auf der Berlinale 1993 Premiere und wurde von der internationalen Jury lobend erwähnt.
Buck führte bei verschiedenen deutschsprachigen Erfolgsfilmen der 1990er Jahre Regie, darunter Männerpension (mit Til Schweiger, Marie Bäumer und Heike Makatsch), mit dem er seinen Durchbruch hatte. Er tritt in seinen Filmen oft auch als Darsteller auf oder hat Cameos. Buck war in der von Leander Haußmann inszenierten Friedrich-Schiller-Verfilmung Kabale und Liebe (TV) zu sehen. Weitere Rollen hatte er in Herr Lehmann (mit Christian Ulmen), Sonnenallee (mit Alexander Scheer, Alexander Beyer, Henry Hübchen, Robert Stadlober und Katharina Thalbach), Blue Moon und Aimée & Jaguar. Ende September 2005 spielte er eine Hauptrolle in der Komödie NVA von Leander Haußmann.
Nebenher inszenierte er zahlreiche Werbefilme und 1993 zwei Musikvideos für die Gruppe Die Ärzte.
Im Jahr 2007 verzeichnete er mit Hände weg von Mississippi, worin der Kampf eines Mädchens um die Rettung seines Pferdes erzählt wird, auch in der Sparte Kinder- und Jugendfilm einen Erfolg.
Von November 2008 bis Januar 2009 fanden die Dreharbeiten zu Bucks Film Same Same But Different statt, einer Liebesgeschichte zwischen einem deutschen Rucksacktouristen (David Kross, den Buck schon für Knallhart engagiert hatte) und einer HIV-positiven Kambodschanerin. Das Drehbuch folgt dem autobiografischen Buch Wohin Du auch gehst von Benjamin Prüfer.
2012 wurde seine Literaturverfilmung Die Vermessung der Welt veröffentlicht. In den folgenden Jahren widmete er sich der Filmreihe Bibi & Tina, deren vier Teile er inszenierte. Mit der Fortsetzung Bibi & Tina – Die Serie drehte Buck erstmals eine Fernsehserie, die 2020 veröffentlicht wurde. 2022 folgte daraufhin mit der Besetzung aus dieser Serie der 5. Kinofilm Bibi & Tina – Einfach anders. Das Filmdrama Asphaltgorillas wurde 2018 veröffentlicht, im gleichen Jahr folgte die Komödie Wuff – Folge dem Hund.
Als Geschäftsführer der Firma Silbersee Film GmbH ist Buck auch als Werbefilmer tätig. In der Firma entstanden zwischen 1994 und 1996 Werbefilme für Flensburger Pilsener, die den für Buck typischen Humor zeigen. Mit Joachim Löw drehte er Werbespots für Nivea.
Ab Oktober 2005 moderierte Buck für einige Monate auf N24 zusammen mit dem Journalisten und Filmkritiker Knut Elstermann die wöchentliche Sendung Cinematalk, in der aktuelle Filme besprochen wurden. Seit 2010 inszeniert er für den NDR die humorvollen Clips aus der Das-Beste-am-Norden-Reihe.
Detlev Buck gehörte 2003 zu den Gründungsmitgliedern der Deutschen Filmakademie. Seit 2005 ist er Mitglied der Freien Akademie der Künste Hamburg.

### Privatleben
Detlev Buck hat drei Töchter und lebt in Berlin und in Nienwohld. Seine Tochter Bernadette Knoller ist Filmregisseurin.
Buck ist Schirmherr des Vereins Hospiz Lebensweg Stormarn und der Biosphärenreservat-Initiative Verrückt auf Morgen.

## Filmografie

### Regie

#### Filme
- 1984: Erst die Arbeit und dann?
- 1986: Normal bitte
- 1987: Worauf wir abfahren
- 1987: Eine Rolle Duschen
- 1988: Was drin ist
- 1990: Hopnick
- 1990: Schwarzbunt Märchen
- 1991: Karniggels
- 1993: Wir können auch anders …
- 1995: Der Elefant vergißt nie (Fernsehkurzfilm)
- 1995: Unter der Milchstraße
- 1996: Männerpension
- 1998: Liebe deine Nächste!
- 2000: LiebesLuder
- 2006: Knallhart
- 2007: Hände weg von Mississippi
- 2008: 23 Tage – Das YouTube Fantagebuch
- 2009: Same Same But Different
- 2011: Rubbeldiekatz
- 2012: Die Vermessung der Welt
- 2012: Schneeweisschen und Rosenrot
- 2014: Bibi & Tina
- 2014: Bibi & Tina: Voll verhext!
- 2015: Halbe Brüder
- 2016: Bibi & Tina: Mädchen gegen Jungs
- 2017: Bibi & Tina: Tohuwabohu Total
- 2018: Asphaltgorillas
- 2018: Wuff – Folge dem Hund
- 2020: Wir können nicht anders
- 2021: Bekenntnisse des Hochstaplers Felix Krull
- 2021: Tatort – Alles kommt zurück
- 2022: Bibi & Tina – Einfach anders
- 2023: German Genius (Fernsehserie)

#### Musikvideos
- 1993: Die Ärzte – Schrei nach Liebe
- 1993: Die Ärzte – Mach die Augen zu
- 1998: Wolfsheim – It’s Hurting for the First Time
- 2003: Wolfsheim – Kein Zurück

### Drehbuch
- 1984: Erst die Arbeit und dann?
- 1990: Hopnick
- 1991: Karniggels
- 1993: Wir können auch anders …
- 1995: Der Elefant vergißt nie
- 1996: Männerpension
- 1998: Liebe deine Nächste!
- 1999: Sonnenallee
- 2000: LiebesLuder
- 2011: Rubbeldiekatz (zusammen mit Anika Decker)
- 2012: Die Vermessung der Welt (zusammen mit Daniel Kehlmann und Daniel Nocke)
- 2018: Asphaltgorillas (zusammen mit Constantin Lieb und Cüneyt Kaya)
- 2018: Wuff – Folge dem Hund (zusammen mit Andrea Willson)
- 2019: Der Weihnachtsgrummel (zusammen mit Cüneyt Kaya)
- 2020: Wir können nicht anders (zusammen mit Martin Behnke)
- 2021: Bekenntnisse des Hochstaplers Felix Krull (zusammen mit Daniel Kehlmann)
- 2023: German Genius (zusammen mit Constantin Lieb, Seraina Nyikos und Cüneyt Kaya)

### Darsteller
- 1984: Erst die Arbeit und dann?
- 1990: Alles offen
- 1990: Hopnick
- 1991: Karniggels (Cameo-Auftritt)
- 1992: Kinderspiele
- 1993: Wir können auch anders …
- 1994: Alles auf Anfang
- 1995: Polizeiruf 110: Über Bande
- 1995: Bismarckpolka
- 1995: Küß mich
- 1995: Unter der Milchstraße
- 1996: Männerpension
- 1997: Nackt im Cabrio
- 1998: Lift
- 1998: Candy
- 1998: Liebe deine Nächste!
- 1999: Aimée & Jaguar
- 1999: Sonnenallee
- 1999: Der große Bagarozy
- 2000: Flashback – Mörderische Ferien
- 2000: Fernes Land Pa-Isch
- 2000: LiebesLuder
- 2001: Kuscheldoktor
- 2002: Platzangst
- 2002: Blue Moon
- 2003: Herr Lehmann
- 2003: Mein Name ist Bach
- 2004: Nacktschnecken
- 2004: Liebe süß-sauer – Die Verlobte aus Schanghai
- 2004: Edel & Starck, Episode Der Glückspilz
- 2005: NVA
- 2005: Kabale und Liebe
- 2007: Hände weg von Mississippi
- 2007: Midsummer Madness
- 2007: Die Gustloff
- 2008: Die Geschichte vom Brandner Kaspar
- 2008: Robert Zimmermann wundert sich über die Liebe
- 2008: Der Mond und andere Liebhaber
- 2009: Das weiße Band – Eine deutsche Kindergeschichte
- 2009: Der Kriminalist – Zwischen den Welten
- 2009: Contact High
- 2009: 12 Meter ohne Kopf
- 2010: Polizeiruf 110: Risiko
- 2011: Rubbeldiekatz
- 2012: Der Heiratsschwindler und seine Frau
- 2012: Schneeweißchen und Rosenrot
- 2012: Waiting for the Sea
- 2012: Die Vermessung der Welt (Cameo-Auftritt)
- 2013: Hai-Alarm am Müggelsee
- 2013: Ostwind – Zusammen sind wir frei
- 2014: Bibi & Tina
- 2014: Männerhort
- 2014: Bibi & Tina: Voll verhext!
- 2015: Halbe Brüder
- 2016: Bibi & Tina: Mädchen gegen Jungs
- 2016: Mängelexemplar
- 2016: Ferien
- 2016: Hotel Rock’n’Roll
- 2016: Rico, Oskar und der Diebstahlstein
- 2016: 90 Minuten – Bei Abpfiff Frieden (Milhemet 90 Hadakot)
- 2017: Bibi & Tina: Tohuwabohu Total
- 2017: Das Pubertier – Der Film
- 2017: Magical Mystery oder: Die Rückkehr des Karl Schmidt
- 2019: Ostwind – Aris Ankunft
- 2019: Rocca verändert die Welt
- 2019: Ein himmlisch fauler Engel (Fernsehfilm)
- 2020: Lindenberg! Mach dein Ding
- 2020: Wir können nicht anders
- 2020: Berlin, Berlin – Der Film
- 2022: Stasikomödie
- 2022: Sachertorte
- 2023: Legend of Wacken (Serie)
- 2023: German Genius (Serie)
- 2023: Die Flut – Tod am Deich (Fernsehfilm)
- 2023: Tatort: Der Mann, der in den Dschungel fiel
- 2023: Asbest (Serie)
- 2024: Zeit Verbrechen (Miniserie, Folge Deine Brüder)

- 2025: Amrum
- 2025: Warum ich? (Fernsehserie)

### Produktion
- 1990: Schwarzbunt Märchen
- 1999: Sonnenallee
- 2005: NVA
- 2005: Kabale und Liebe
- 2008: Robert Zimmermann wundert sich über die Liebe
- 2009: Same Same But Different
- 2011: Rubbeldiekatz
- 2012: Die Vermessung der Welt
- 2018: Wuff – Folge dem Hund
- 2020: Wir können nicht anders
- 2023: German Genius
- 2023: Sophia, der Tod und ich

### Gastauftritte
- 2021: Joko &  Klaas gegen ProSieben

## Theater
- 1997: Die Kameraden von August Strindberg (Regisseur), Schauspielhaus Bochum

## Dokumentation
- 2012: Heavy Metal trifft Karniggels: Detlev Buck goes Wacken (NDR)

## Auszeichnungen
- 1992: Bayerischer Filmpreis: Nachwuchsregiepreis für Karniggels
- 1992: Preis der deutschen Filmkritik (Spielfilm) für Karniggels
- 1993: Deutscher Filmpreis: Bestes Drehbuch für Wir können auch anders
- 1994: Goldene Filmspule
- 1996: Bambi
- 2000: Kunstpreis des Landes Schleswig-Holstein[8]
- 2004: Deutscher Filmpreis: Bester Nebendarsteller in Herr Lehmann
- 2006: Berlinale: Preis der Fipresci-Jury der internationalen Filmkritiker für Knallhart
- 2006: Deutscher Filmpreis: Silberne Lola für Knallhart
- 2007: Deutscher Filmpreis: Bester Kinder- und Jugendfilm für Hände weg von Mississippi
- 2007: Bayerischer Filmpreis: Bester Jugendfilm für Hände weg von Mississippi
- 2007: Norddeutscher Filmpreis für besondere Verdienste
- 2012: Romy für bestes Buch Kinofilm Rubbeldiekatz[9]
- 2021: Verdienstorden des Landes Schleswig-Holstein[10]